# Museo Alta Val Venosta
Il Museo Alta Val Venosta è un museo che raccoglie le testimonianze storiche e fotografiche della distruzione e della ricostruzione dei paesi di Curon Vecchia e Resia avvenuta tra il 1949 ed il 1950.

## Sede museale
La sede del museo è nell'edificio dell'ex municipio. Sono visitabili dal pubblico due stanze e un'antica stube che conservano immagini d'epoca relative alla costruzione della diga di Resia, delle varie fasi dell'allagamento degli abitati dei paesi demoliti e della successiva ricostruzione più a monte dei paesi di Curon e Resia.
Sono esposti anche vari oggetti religiosi recuperati negli edifici prima della loro distruzione.